# Glyphohesione longocirrata
Glyphohesione longocirrata är en ringmaskart som beskrevs av Licher 1994. Glyphohesione longocirrata ingår i släktet Glyphohesione och familjen Pilargidae. Inga underarter finns listade i Catalogue of Life.